# Masaki Watanabe
Masaki Watanabe (japanisch 渡邉 将基 Watanabe Masaki; * 2. Dezember 1986 in der Präfektur Kyoto) ist ein ehemaliger japanischer Fußballspieler.

## Karriere
Watanabe erlernte das Fußballspielen in der Universitätsmannschaft der Sangyō-Universität Kyōto. Seinen ersten Vertrag unterschrieb er 2009 bei Sagan Tosu. Der Verein spielte in der zweithöchsten Liga des Landes, der J2 League. Für den Verein absolvierte er 40 Ligaspiele. 2010 wechselte er zum Ligakonkurrenten Yokohama FC. Für den Verein absolvierte er 43 Ligaspiele. 2013 wechselte er zum Ligakonkurrenten Giravanz Kitakyushu. Für den Verein absolvierte er 73 Ligaspiele. 2015 wechselte er zum Erstligisten Ventforet Kofu. Im Juli 2015 wurde er an den Zweitligisten FC Gifu ausgeliehen. 2016 kehrte er zu Ventforet Kofu zurück. 2017 wechselte er zum Zweitligisten Yokohama FC. Für den Verein absolvierte er 21 Ligaspiele.